# Michal M. Malý
Michal M. Malý je pseudonym českého autora, který publikuje zpravila případy bývalých svědků Jehovových.
Je svědkem Jehovovým, který se angažuje ve Spojenectví svědků Jehovových za reformu v otázce krve (AJWRB). Podle rozhovoru z roku 2007 používá právě tento pseudonym, neboť je stále členem Náboženské společnosti svědkové Jehovovi a hrozilo by mu vyloučení. Provozuje internetové fórum StrážnáVěž.cz.

## Publikace
- Život je svatý : svědkové Jehovovi a otázka krve[5]
- Čí volba a čí svědomí? : Dingir 3/2005